# Inis Oírr
Inis Oírr (Engels: Inisheer) is het kleinste eiland behorend bij de drie Araneilanden ten westen van de kust van Ierland.
Het eiland bestaat uit kalksteen en is omringd door de Atlantische Oceaan. De circa 250 bewoners spreken de Ierse taal en leven op een bescheiden schaal van visvangst en veeteelt. In een klein fabriekje, ooit gebouwd om mensen aan werk te helpen, is een kunstcentrum met een gastatelier gevestigd. Op het kerkhof staan keltische kruizen bij de verzonken ruïne van een kapel gewijd aan St. Caomhán. Aan de kust ligt sinds 1960 het scheepswrak van de Plassy. 

## Afbeeldingen

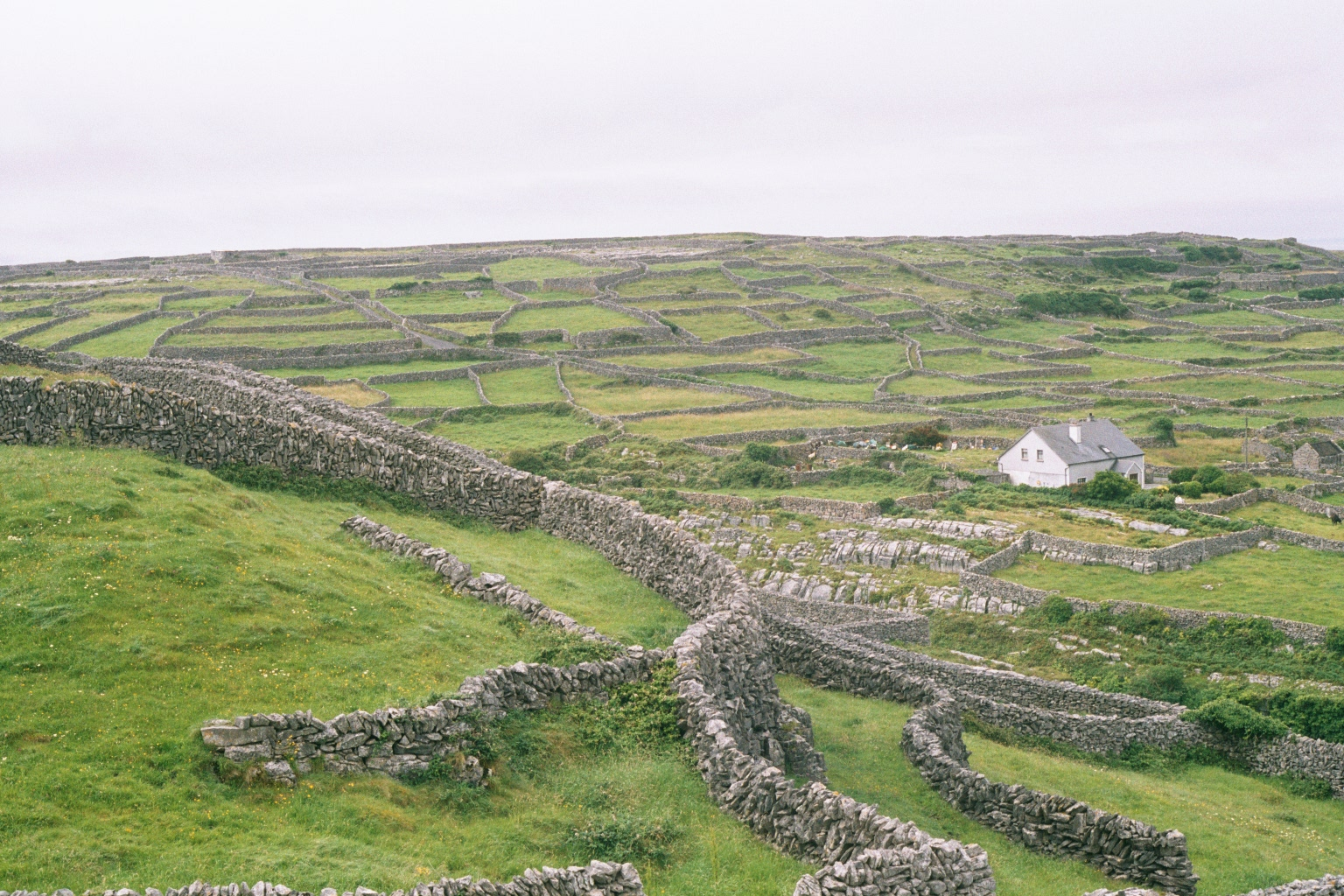
Landschap van Inisheer
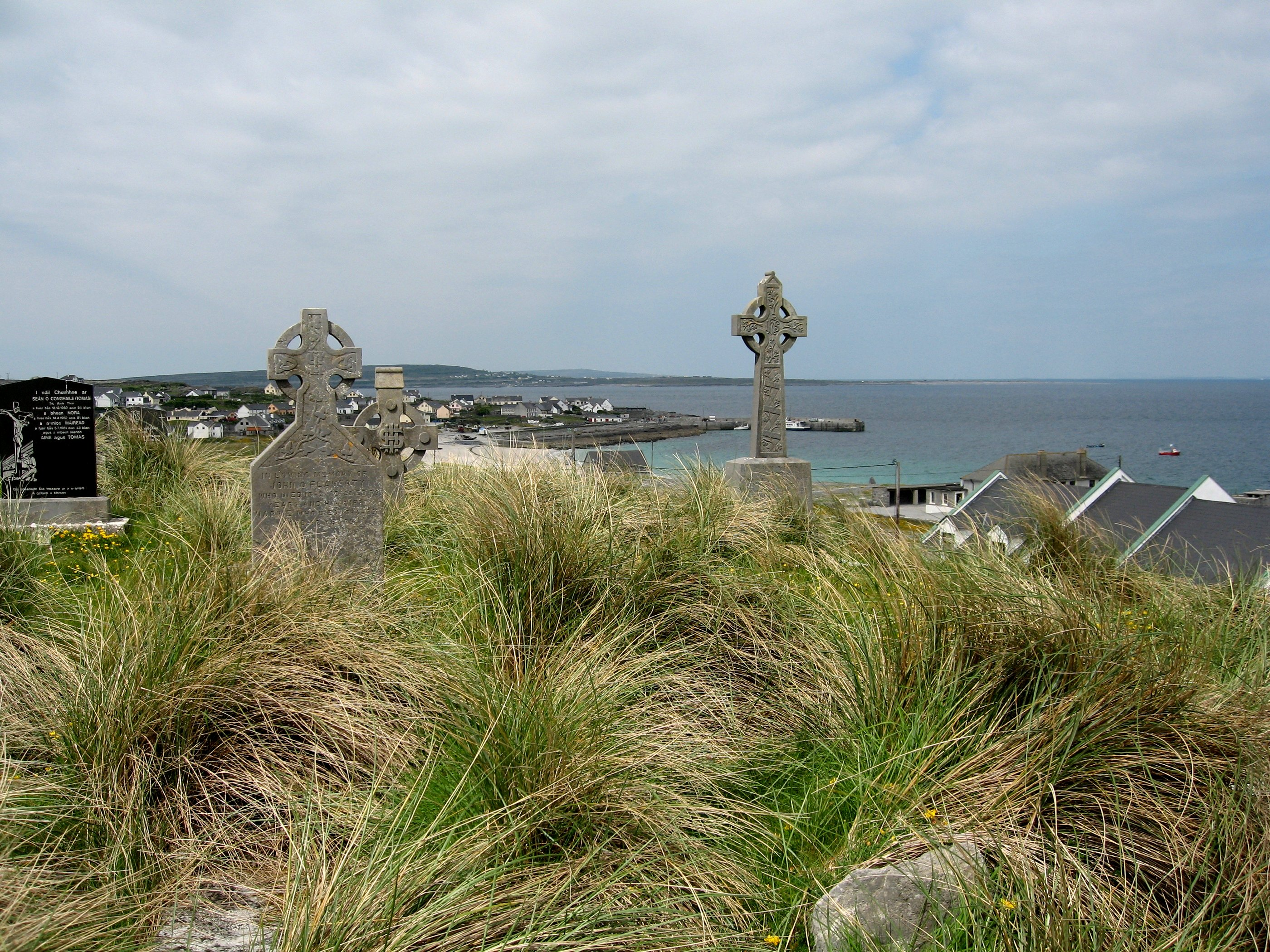
Begraafplaats op Inisheer
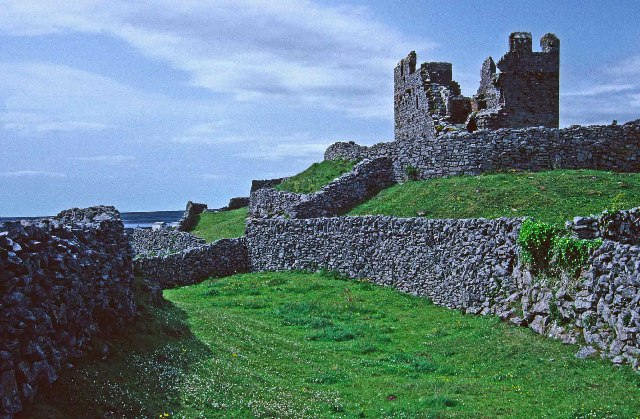
Ruïne van kasteel van O'Brien
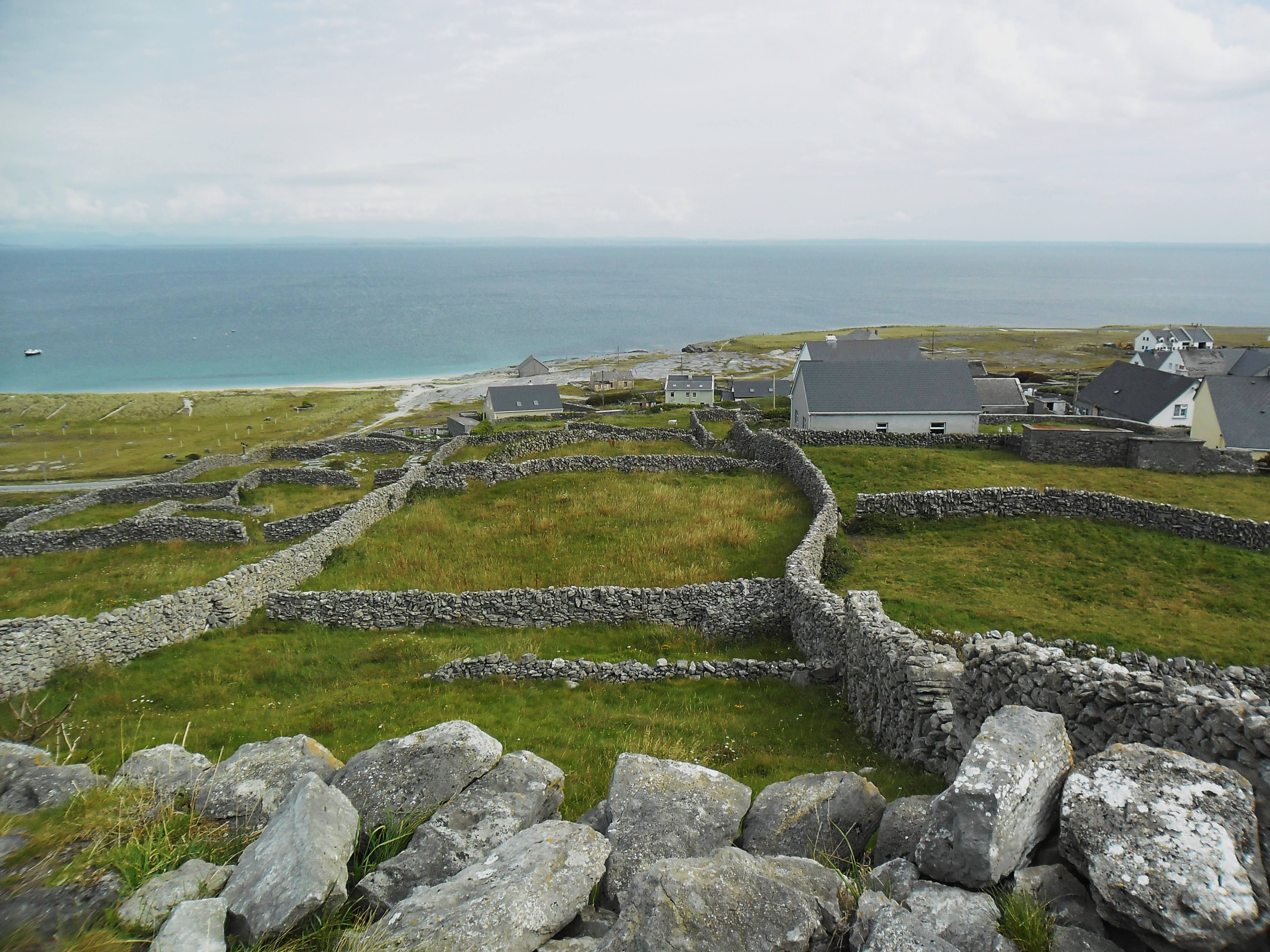
Muurtjes om de velden
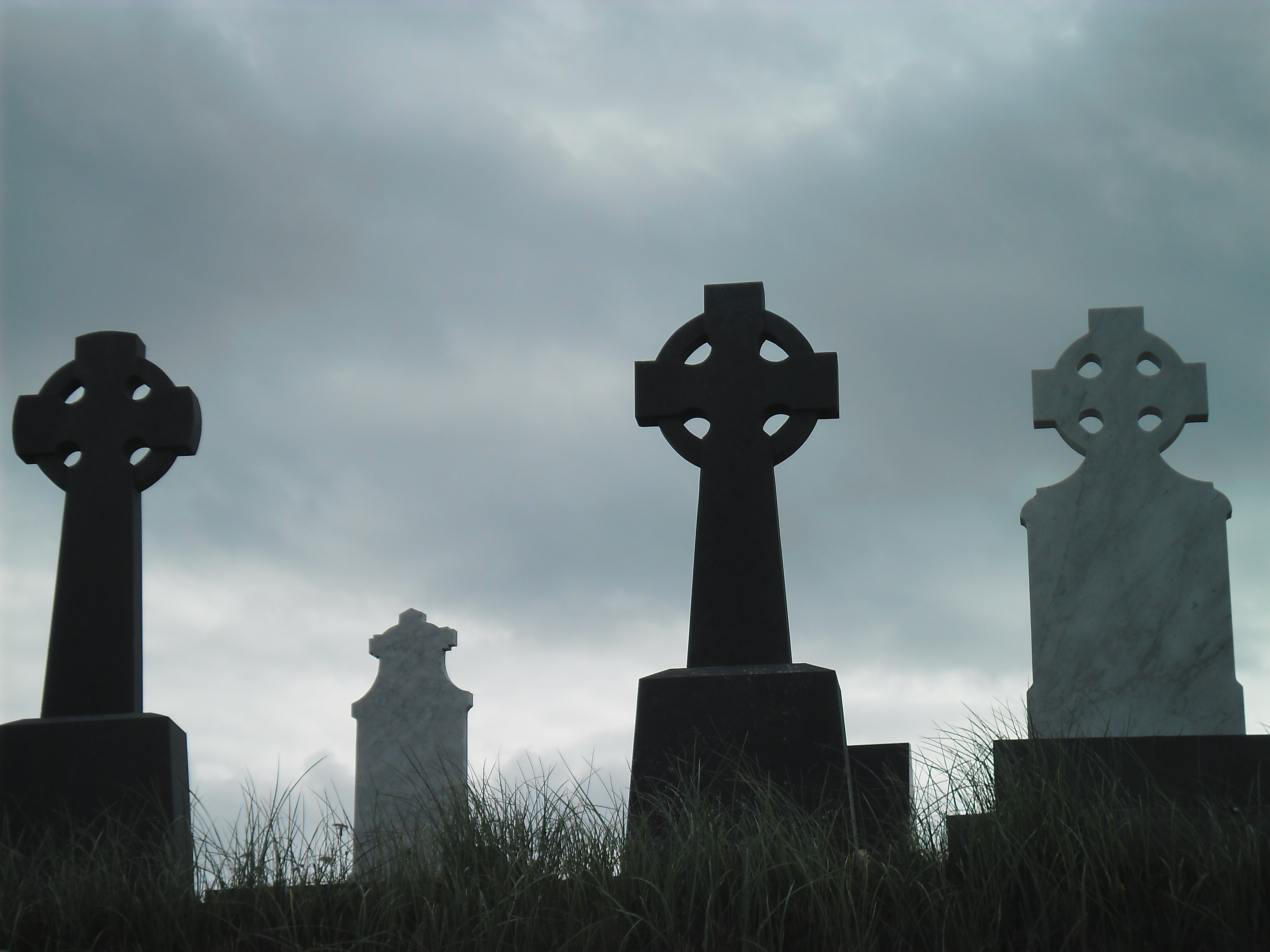
Keltische kruistekens
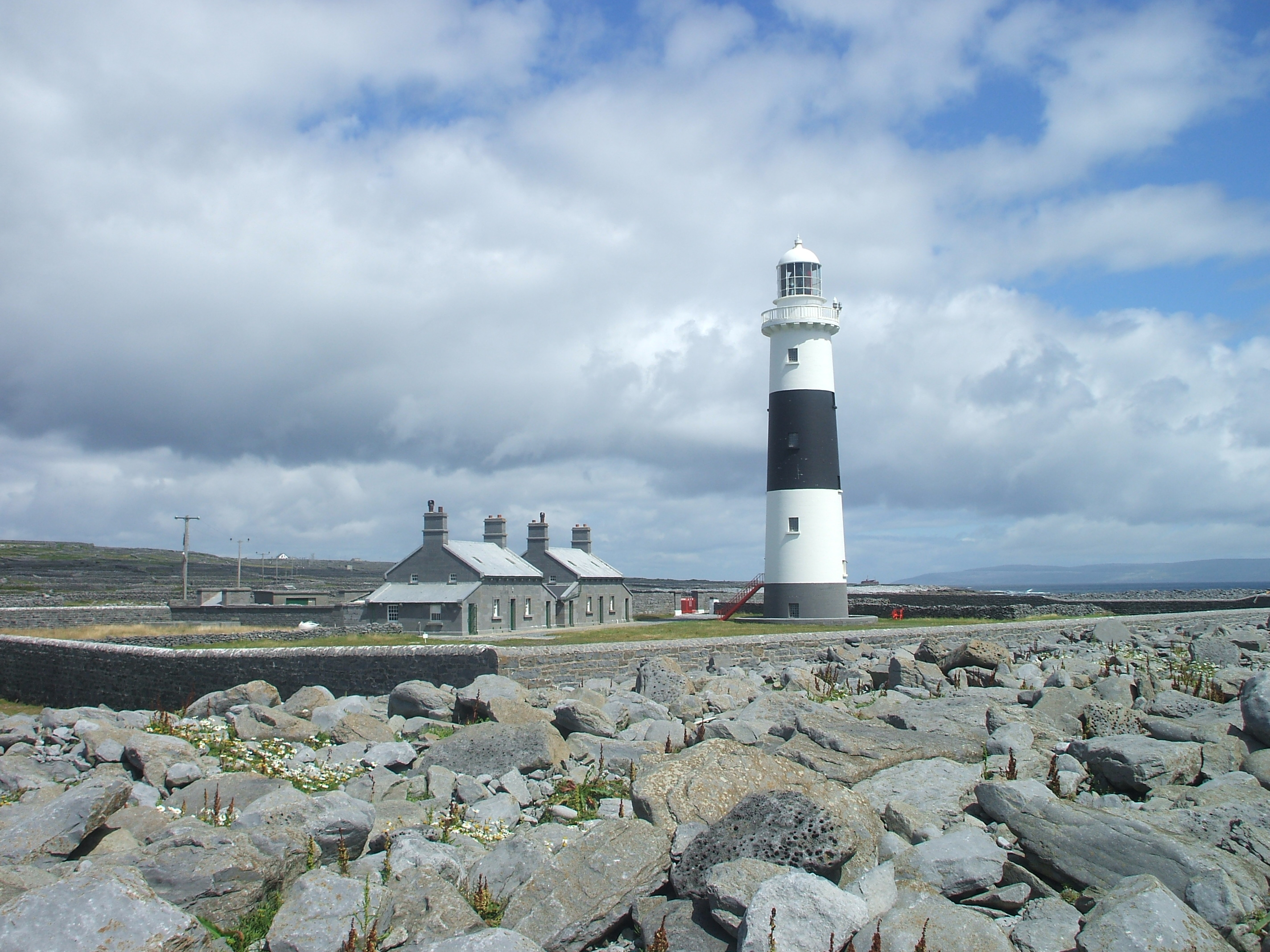
Vuurtoren van Inisheer
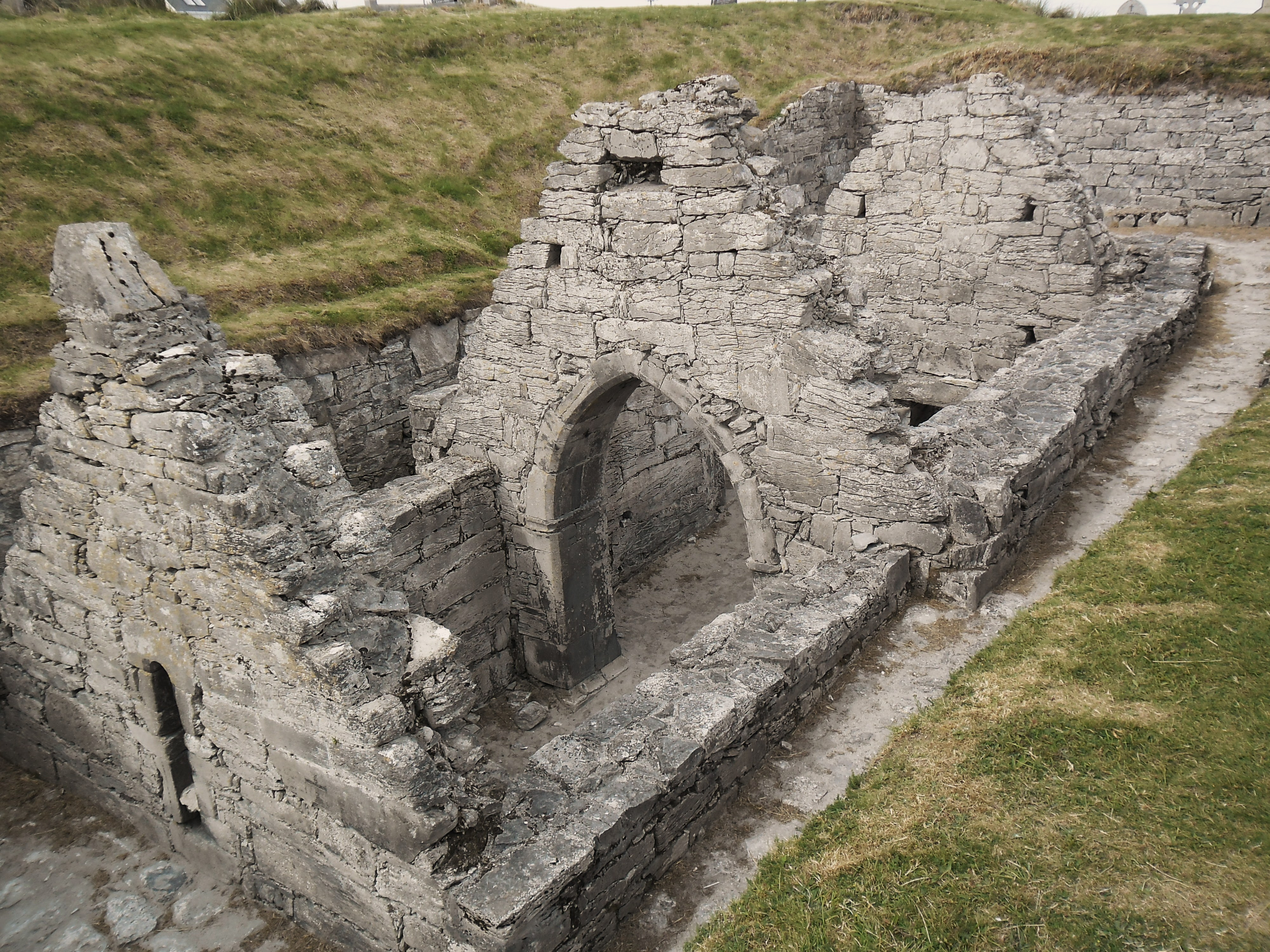
Verzonken ruïne St. Caomhánkapel
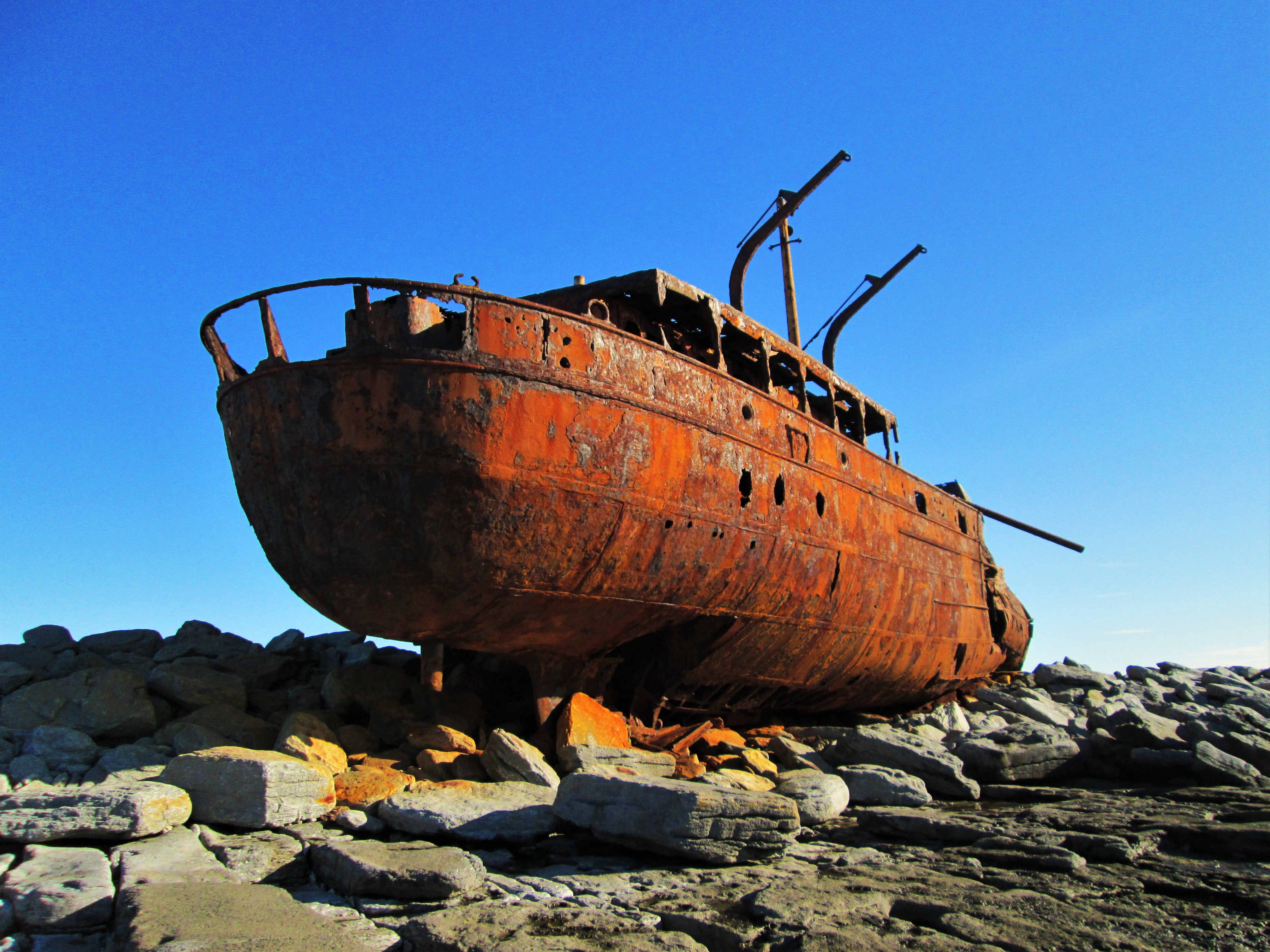
Scheepswrak van de Plassy